# Медведица деревенская

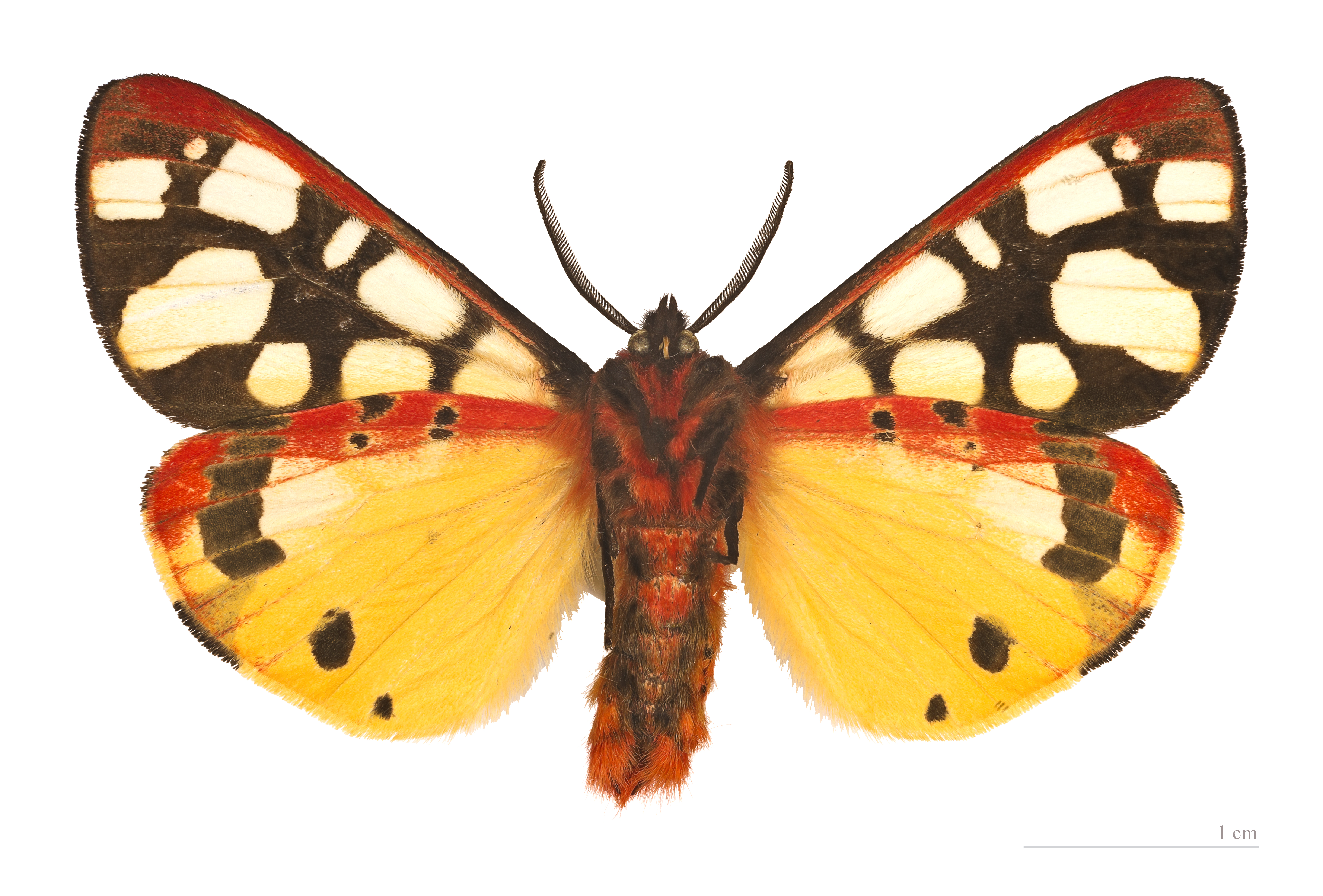
Вид снизу

Медве́дица дереве́нская или медведица сельская (лат. Arctia villica) — ночная бабочка рода Арктии (Arctia) подсемейства Медведицы (Arctiinae) семейства Эребиды (Erebidae).

## Описание
Размах крыльев 50—65 мм. Длина переднего крыла 25—30 мм. Окраска верхней стороны крыльев чёрно-белая с неправильным извилистым рисунком, отличающийся большой вариабельностью. Верхняя сторона задних крыльев жёлтая с черными пятнами. Голова и грудь тёмные, красно-бурые, брюшко красное, с чёрными точками по центру. Бабочкам свойствен полиморфизм.

## Ареал
Широко распространена на территории всей Европы на восток до юга Западной Сибири (Курганская и Омская области), также встречается в Северной Африке.

## Места обитания
Влажные участки, речные низменности, сады, парки. Часто встречается в культурных ландшафтах.

## Время лёта
Май — июль. Бабочки активны ночью, часто летят на свет.